# Brunnen (Bawaria)
Brunnen – miejscowość i gmina w Niemczech, w kraju związkowym Bawaria, w rejencji Górna Bawaria, w regionie Ingolstadt, w powiecie  Neuburg-Schrobenhausen, wchodzi w skład wspólnoty administracyjnej Schrobenhausen. Leży około 15 km na południowy wschód od miasta Neuburg an der Donau.

## Dzielnice
W skład gminy wchodzą dwie  dzielnice: 
- Brunnen
- Hohenried

## Demografia
| Rok  | Liczba mieszk. |
| ---- | -------------- |
| 1970 | 1 297          |
| 1987 | 1 440          |
| 2000 | 1 549          |
| 2005 | 1 600          |

### Struktura wiekowa
Dane o ludności z 31 grudnia 2008:
| Opis                                | Ogółem | Ogółem | Kobiety | Kobiety | Mężczyźni | Mężczyźni |
| ----------------------------------- | ------ | ------ | ------- | ------- | --------- | --------- |
| Jednostka                           | osób   | %      | osób    | %       | osób      | %         |
| Populacja                           | 1563   | 100    | 794     | 50,8    | 769       | 49,2      |
| Wiek przedprodukcyjny (0–17 lat)    | 332    | 21,24  | 167     | 10,68   | 165       | 10,56     |
| Wiek produkcyjny (18–65 lat)        | 977    | 62,51  | 486     | 31,09   | 491       | 31,41     |
| Wiek poprodukcyjny (powyżej 65 lat) | 254    | 16,25  | 141     | 9,02    | 113       | 7,23      |

## Polityka
Wójtem gminy jest Johann Wenger z FWG, rada gminy składa się z 12 osób.
|      | CSU/FWG | SPD/UB | FWG | Razem |
| 2008 | 5       | 1      | 6   | 12    |
| 2002 | 5       | -      | 7   | 12    |

## Oświata
W gminie znajduje się przedszkole (75 miejsc i 52 dzieci).